# Гулида, Василий Лаврентьевич
Василий Лаврентьевич Гулида — советский военный деятель, полковник, дважды Краснознамёнец.

## Биография
Родился в 1893 году в деревне Беляковщина. Член КПСС.
Участник Первой мировой войны: командир взвода 40-го Колыванского полка, курсант Виленского юнкерского пехотного училища, поручик, командир батальона 40-го Колыванского полка, пленен, обменян.
Участник Гражданской войны: начальник боевого участка на Петроградском фронте, командир части в составе Западной завесы, начальник пехотной группы войск в составе Второй армии.
В межвоенное время — сызранский военный комиссар, начальник гарнизона Сызрани, слушатель Академии Генерального Штаба имени Фрунзе.
Участник Великой Отечественной войны: первый заместитель командира армейского корпуса, заместитель командира третьей польской пехотной дивизии
Умер в 1960 году в Сызрани.

## Награды
- Орден Ленина (06.11.1945)
- Орден Красного Знамени (08.03.1924, 07.09.1927, 03.11.1944)
- Орден Virtuti Militari 5 степени